# アイム・ア・ルーザー
「アイム・ア・ルーザー」（I'm a Loser）は、ビートルズの楽曲である。イギリスでは1964年に発売された4作目のイギリス盤公式オリジナル・アルバム『ビートルズ・フォー・セール』に収録され、アメリカでは同年に発売されたキャピトル編集盤『Beatles '65』に収録された。レノン＝マッカートニー名義となっているが、ジョン・レノンによって書かれた楽曲で、レノンが「アイ・フィール・ファイン」を作曲するまでは、シングル曲として発売することが検討されていた。
音楽評論家のリッチー・アンターバーガーは、「初めて若い頃の恋愛よりもより深刻な問題を歌詞にしたビートルズの曲の1つ」とし、「自分の世界が崩壊しているときに幸せそうな顔をしていることや、世間が見ているのとは違う、あまりポジティヴではない自己像を持っていることの不誠実さについても歌っている」と述べている。

## 背景・曲の構成
1980年にレノンは本作について「ディランに影響されてた時期の曲」とし、「一方の僕は自分を負け犬と思っていて、もう一方の僕は自分は天下無敵だと思ってた（笑）」と語っている。ポール・マッカートニーは「僕らはカントリー・アンド・ウェスタンの曲をよく聴いていた。だいたいが『俺はトラックを失くしちまった』みたいな悲壮なもの。だから『僕は負け犬』と歌うことについて特に抵抗はなかった。その時は気づかなかっただろうけど、後になってわかるんだ。神よ！ジョンの勇気を讃えたまえ！『アイム・ア・ルーザー』はまさにジョンらしい曲だ」と語っている。
アンターバーガーによると、「ビートルズの曲でおそらくディランの影響を直接的に反映した最初の楽曲であり、翌年のフォークロックの流行に向けて、フォークとロックを少しずつ近づけていったという点で注目されている」とのこと。音楽学者のアラン・ポラックは、「この曲にはビートルズがそれまでに手がけた楽曲よりも、フォークの要素がより強くブレンドされている」と評している。本作の「And I'm not what I appear to be（見た目とはぜんぜん違うんだ）」というフレーズは、レノンがそれまでに手がけた楽曲の中で最も内省的なもので、翌年に発表された「ヘルプ!」や「ひとりぼっちのあいつ」に通ずる内容となっている。

## レコーディングとリリース
「アイム・ア・ルーザー」のレコーディングは、1964年8月14日に行なわれ、同日には「ミスター・ムーンライト」や「リーヴ・マイ・キトゥン・アローン」も録音された。本作は8テイク録音して完成となった。
発売に先駆け、1964年10月3日にABCの『Shindig!』用にグランヴィル・スタジオで、本作と「カンサス・シティ/ヘイ・ヘイ・ヘイ・ヘイ」、「ボーイズ」の演奏が撮影・録音され、10月7日に放送された。また、アルバム『ビートルズ・フォー・セール』とシングル『アイ・フィール・ファイン』のプロモーションとして1964年11月26日にBBCラジオの番組『Top Gear』で、「ハニー・ドント」、「シーズ・ア・ウーマン」、「みんないい娘」、「アイル・フォロー・ザ・サン」、「アイ・フィール・ファイン」と共に演奏が放送された。
なお、発売当初のアルバムでは、「I'm a Losser」と誤植されていた。

## クレジット
※出典
- ジョン・レノン - リード・ボーカル、ハーモニカ、アコースティック・ギター（リズムギター）
- ポール・マッカートニー - ハーモニー・ボーカル、ベース
- ジョージ・ハリスン - エレクトリック・ギター（リードギター）
- リンゴ・スター - ドラム、タンバリン

## カバー・バージョン
1965年にマリアンヌ・フェイスフルは、自身の名を冠したアルバムで本作をカバーした。ヴィンス・ガラルディは、1966年のエル・マタドール・ジャズ・クラブでの公演でボラ・セチと共演した。
デニス・トゥファーノとカール・ジャマリーズは、前身となるバンド、バッキンガムズ解散後の1970年代初頭に発売したデュオ名義初のアルバム『Tufano & Giammarese』で本作をカバーした。1977年にダグ・カーショウがアルバム『Flip, Flop, & Fly』でカバーしている。
バッキンガムズは、1997年に発売されたアルバム『Places in Five』で、本作をカバーしている。
2004年にザ・パンクルズがアルバム『Pistol』でカバーしている。
ジェームズ・コーデンは、アニメ『ビートバグズ』で本作をカバーしている。